# Duewag/Siemens GT8-100D/2S-M
GT8-100D/2S-M – typ wagonu tramwajowego przystosowanego do eksploatacji na torach systemu tramwaju dwusystemowego. Tramwaje wytwarzane były w zakładach Duewag oraz Siemens dla przedsiębiorstwa Albtal-Verkehrs-Gesellschaft (AVG), które zamówiło wagony z przeznaczeniem na obsługę linii kolei miejskiej w Karlsruhe. Typ GT8-100D/2S-M jest rozwinięciem konstrukcyjnym typu GT8-100C/2S.

## Opis

### Konstrukcja
GT8-100D/2S-M to trójczłonowe, dwukierunkowe wagony silnikowe. Skrajne człony nadwozia opierają się na wózkach napędowych, natomiast część środkowa opiera się na tocznym wózku Jakobsa. Każdy z dwóch wózków napędowych wyposażono w dwa silniki, po jednym na każdą oś.
Tramwaje typu GT8-100D/2S-M stanowią rozwinięcie konstrukcyjne wagonów GT8-100C/2S, od których odróżniają się wyglądem zewnętrznym oraz wysokością podłogi. Starsze GT8-100C/2S przypominały kształtem pudła tramwaje typu GT6-80C; dokonano jednak modyfikacji projektu niezbędnej do stworzenia wagonu dwukierunkowego. W stosunku do poprzednika wprowadzono następującą zmianę: poziom podłogi pomiędzy wózkami drugiego i trzeciego członu obniżono do 63 cm. Oprócz tego zmniejszono wysokość podłogi do 55 cm w obrębie drzwi, co pozwala na wejście do pojazdu z poziomu peronu o wysokości 55 cm bez konieczności pokonywania stopni. Aby wejść do obszarów wnętrza wagonu, zlokalizowanych nad wózkami i w części środkowej, pasażerowie muszą pokonać jeden stopień. Zmodyfikowanie wysokości podłogi wymusiło powiększenie części okien. Przód wagonu otrzymał kształt zaokrąglony.
Wagon tramwajowy otrzymał niezbędne wyposażenie techniczne, które umożliwia jego eksploatację zarówno na torach sieci tramwajowej zasilanej napięciem stałym 750 V, jak i na torach sieci kolejowej zasilanej napięciem zmiennym 15 kV 16,7 Hz. Wyżej opisane wyposażenie umieszczono na dachu wagonu oraz pod podłogą środkowego członu. Oprócz tego zamontowano połówkowy odbierak prądu, transformator oraz prostownik. Przejście z zasilania napięciem stałym na zasilanie napięciem zmiennym zachodzi automatycznie i jest niezauważalne dla pasażerów wagonu.

### Dopuszczenie do ruchu
Wagony zostały dopuszczone do obsługi zarówno linii tramwajowych, jak i kolejowych. Tramwaje dysponują kołami o pośrednim profilu, umożliwiającym kursowanie po torowisku tramwajowym oraz kolejowym.

### Malowanie
Burty wagonów polakierowano na kolor żółty, pas okienny otrzymał kolor ciemnoszary, natomiast fartuch pomalowany został na kolor czerwony. Oprócz tego namalowany został czerwony pas nad linią okien.
Wagony wyposażone w barek polakierowano w inne barwy; pierwszy oraz trzeci człon otrzymał barwę białą, a człon środkowy czerwoną. Wagon nr 880 został z inicjatywy władz miasta Heilbronn pomalowany w zaprojektowany przez Jamesa Rizziego schemat malowania.
Kilka tramwajów przemalowano w nowe barwy przedsiębiorstwa Albtal-Verkehrs-Gesellschaft. Pudło wagonu jest trójkolorowe – burty otrzymały kolor żółtych dalii, fartuch kolor jasnoczerwony, a pas okien kolor czarny.

## Historia

### Dostawa

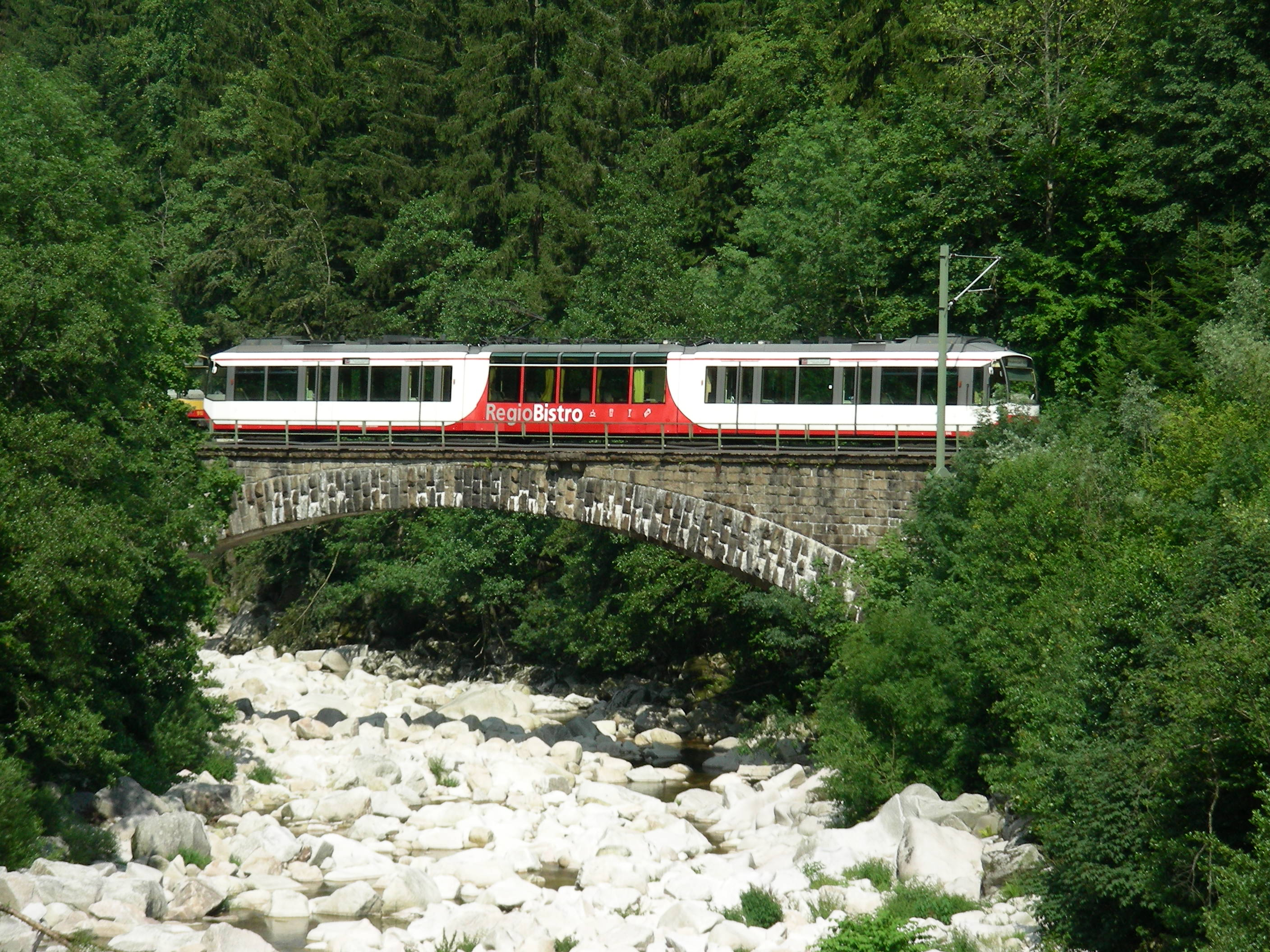
GT8-100D/2S-M w biało-czerwonych barwach Regio-Bistro

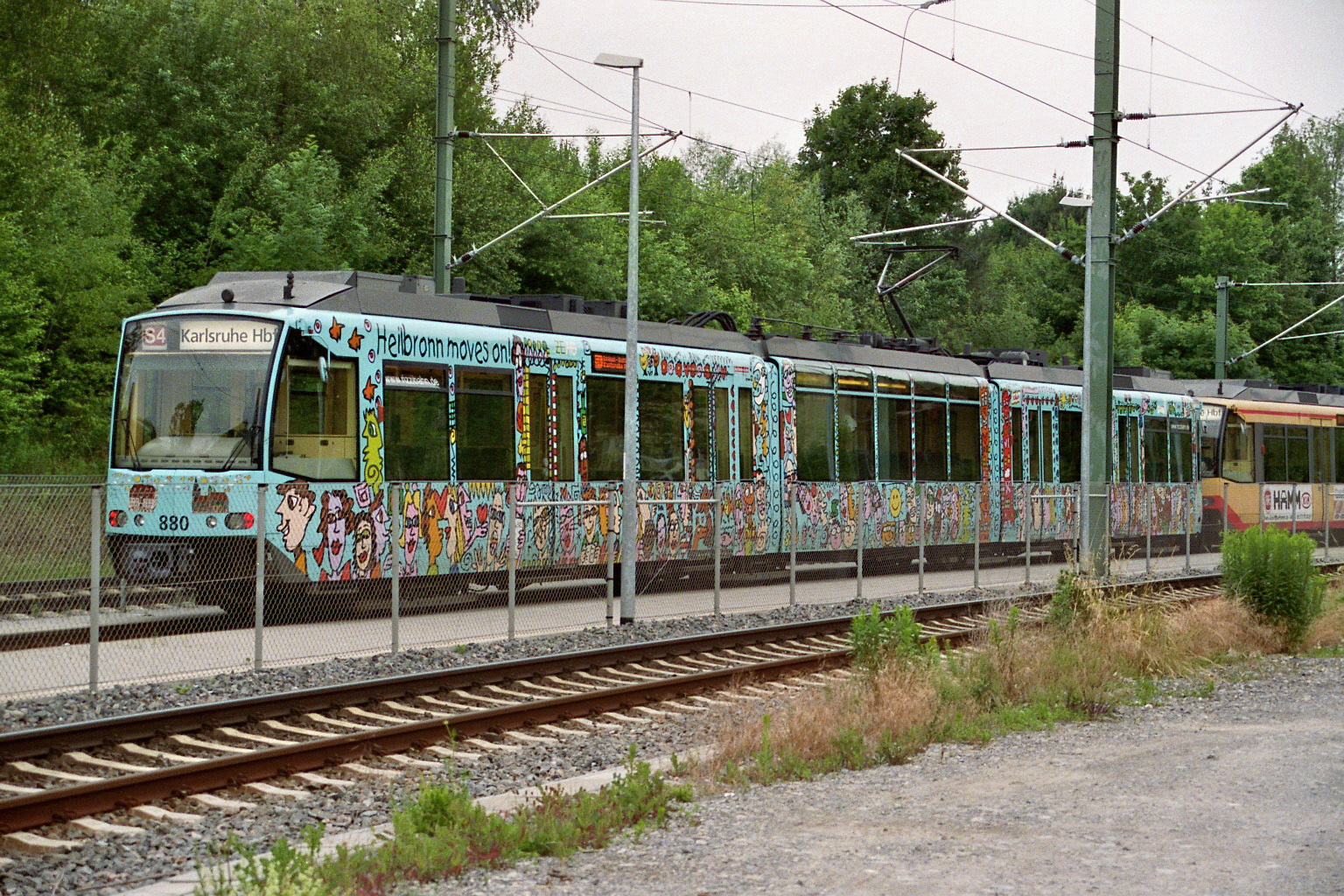
Rizzi-Bahn – wagon nr 880 w Weinsbergu

Wagony o numerach 845–848 oraz 868–922 otrzymały niewielkie okienka na krawędzi dachu, natomiast w wagonach o numerach 845–848 zamontowano barek i toaletę. W 2009 roku zdemontowano toaletę w wagonie nr 845, po tym, jak uległ on wykolejeniu 25 stycznia 2008 r. w Baden-Baden. Tramwaje nr 900–922 również wyposażono w toaletę, oprócz tego wstawiono w nich przykręcane okna zamiast wklejanych.
| Numery wagonów | Lata produkcji                 | Liczba, szt. |
| -------------- | ------------------------------ | ------------ |
| 837–857        | 1997                           | 21           |
| 858–877        | 1999 (858–869), 2000 (870–877) | 20           |
| 878–900        | 2002 (878–896), 2003 (897–900) | 13           |
| 901–922        | 2004–2005                      | 22           |

### Przebudowy
- 837–922 – zamontowano automat biletowy, co spowodowało usunięcie jednego miejsca siedzącego.
- 837–922 – zainstalowano monitoring.
- 845 – usunięto barek w środkowym członie.
- 880 – specjalne malowanie (tzw. Rizzi-Bahn, patrz sekcja Malowanie).
- 845–848 – pomalowano nadwozia w barwy biało-czerwone (RegioBistro). Wagon nr 846 otrzymał nowy schemat malowania.
- Montaż wyświetlaczy LED na przodzie oraz z boku wagonów (od 2014 r.).
- Tramwaje nr 837, 846, 856, 862, 865, 866, 875, 877, 882, 894, 895, 898, 904, 908 otrzymały nowe barwy (stan z 19 kwietnia 2014 r.).
- W tramwajach nr 845, 875, 884, 888, 892 usunięto niewielkie okna, które znajdowały się między linią okien a linią dachu.

### Eksploatacja
W regularnej eksploatacji tramwaje kursują pojedynczo, w składach podwójnych, a na pewnych odcinkach torów kolejowych także w składach złożonych z trzech wagonów. Tramwajów nie przypisano na stałe do obsługi konkretnej linii. Wagony stanowią część wspólnego taboru dwóch przewoźników: Verkehrsbetriebe Karlsruhe (VBK) oraz AVG, dzięki czemu możliwa jest ich eksploatacja na wszystkich liniach. Wagony stacjonują w zajezdniach VBK i AVG, a także we wspólnych warsztatach zlokalizowanych w porcie rzecznym na Renie w Karlsruhe.
W 2004 r. kilka wagonów typu GT8-100D/2S-M, połączonych w składy dwuwagonowe, obsługiwało linię kolei miejskiej w regionie Ren-Men (składy kursowały między stacjami Hanau Hbf, Frankfurt (Main) Flughafen Regionalbahnhof i Rüsselsheim Opelwerke).